# Coper
Coper è un comune della Colombia facente parte del dipartimento di Boyacá.
Il centro abitato venne fondato da Luis Lancheros e Juan Penagos nel 1776.